# Moris
Moris är en kommun i Mexiko.   Den ligger i delstaten Chihuahua, i den nordvästra delen av landet, 1 400 km nordväst om huvudstaden Mexico City. Antalet invånare är 5 312. Arean är 2 220 kvadratkilometer.
Terrängen i Moris är huvudsakligen bergig, men norrut är den kuperad.
Följande samhällen finns i Moris:
- Ciénega del Pilar
- El Frijolar
- Aguaje Verde